# Shenzhou 9
De Shenzhou 9 (Chinees: 神舟九号) ruimtevlucht was de tiende missie in het kader van het Shenzhouprogramma en de vierde bemande missie. Met deze ruimtevlucht lanceerde China tevens de eerste vrouwelijke taikonaut, Liu Yang.

## Bemanning
| Positie               | Ruimtevaarder                       |
| --------------------- | ----------------------------------- |
| Commandant            | Jing Haipeng, CNSA, 2e ruimtevlucht |
| Operator              | Liu Wang, CNSA 1e ruimtevlucht      |
| Laboratoriumassistent | Liu Yang, CNSA 1e ruimtevlucht      |

## Lancering
Begin juni 2012 werd het Shenzou ruimteschip en zijn Lange Mars-draagraket overgebracht naar lanceerbasis Jiuquan. De Shenzhou 9 missie werd op 16 juni 2012 gelanceerd vanaf de Lanceerbasis Jiuquan.

## Missie
Het doel van de missie was om aan de ruimtemodule Tiangong 1 ("Hemels Paleis 1") te koppelen. 

## Landing
De ruimtecapsule keerde na 12 dagen en 15 uur op 29 juni 2012 terug op aarde en landde in Binnen-Mongolië. 
Ruimtevaartuig: Shenzhou · Tianzhou

Onbemand: Shenzhou 1 · Shenzhou 2 · Shenzhou 3 · Shenzhou 4 · Shenzhou 8

Bemand afgerond: Shenzhou 5 · Shenzhou 6 · Shenzhou 7 · Shenzhou 9 · Shenzhou 10 · Shenzhou 11 · Shenzhou 12 · Shenzhou 13 · Shenzhou 14 · Shenzhou 15 · Shenzhou 16 · Shenzhou 17 · Shenzhou 18

Bemand bezig: Shenzhou 19

Bemand gepland: Shenzhou 20 · Shenzhou 21

Gerelateerd: Tiangongprogramma · Tiangong 1 · Tiangong 2 · Tiangong ruimtestation · Lijst van bemande expedities naar het ruimtestation Tiangong · Lange Mars (raketfamilie) · Lanceerbasis Jiuquan